# Drugi pogled
Drugi pogled šesti je studijski album hrvatskog jazz pijaniste i skladatelja Matije Dedića. Album je 2005. godine objavila diskografska kuća Dallas Records.

## O albumu
Album obuhvaća 11 skladbi iz opusa Arsena Dedića koje je Matija obradio i aranžirao u jazz stilu. Drugi pogled je potpuno obiteljskog karaktera jer na materijalu gostuje Gabi Novak u skladbi "Kuća za ptice" te Arsen u "Sve što znaš o meni". Matija očeve skladbe izvodi iz raznih razdoblja, od hitova kao što su "Sve te vodilo k meni", "Kuća pored mora", "Ni ti ni ja", "Ne plači", "Razgovor s konobarom" i "Moderato cantabile", do glazbe za filmove Glembajevi i Pakleni otok, te televizijske serije U registraturi. Za razliku od Gibonijevog materijala na albumu Tempera ovom je pristupio vrlo ozbiljnije gdje nije pretjerano ulazio u melodijske linije i aranžerske postavke širio do krajnjih granica. Ovim albumu još jednom je potvrdio da je jedan od najboljih hrvatskih pijanista ali i glazbenik koji u svojoj diskografiji nema tematski dva ista albuma.
U zagrebačkoj Tvornici 17. veljače 2006. godine Matija je održao koncert posvećen glazbi njegova oca, a zajedno s njim nastupili su Mladen Baraković na kontrabasu i Borna Šercar na bubnjevima.

## Popis pjesama
| Br. | Skladba                     | Autor | Trajanje |
| --- | --------------------------- | ----- | -------- |
| 1.  | »Sve te vodilo k meni«      |       | 5:22     |
| 2.  | »Ne plači«                  |       | 3:22     |
| 3.  | »Razgovor sa konobarom«     |       | 3:12     |
| 4.  | »Kuća pored mora«           |       | 8:47     |
| 5.  | »Sve što znaš o meni«       |       | 3:34     |
| 6.  | »Ni ti ni ja«               |       | 4:57     |
| 7.  | »Glembajevi«                |       | 3:47     |
| 8.  | »Moderato cantabile«        |       | 7:09     |
| 9.  | »Laura«                     |       | 4:23     |
| 10. | »Kuća za ptice«             |       | 4:57     |
| 11. | »Za ludu me svitovala mati« |       | 3:39     |